# Trump Sempre Amarela

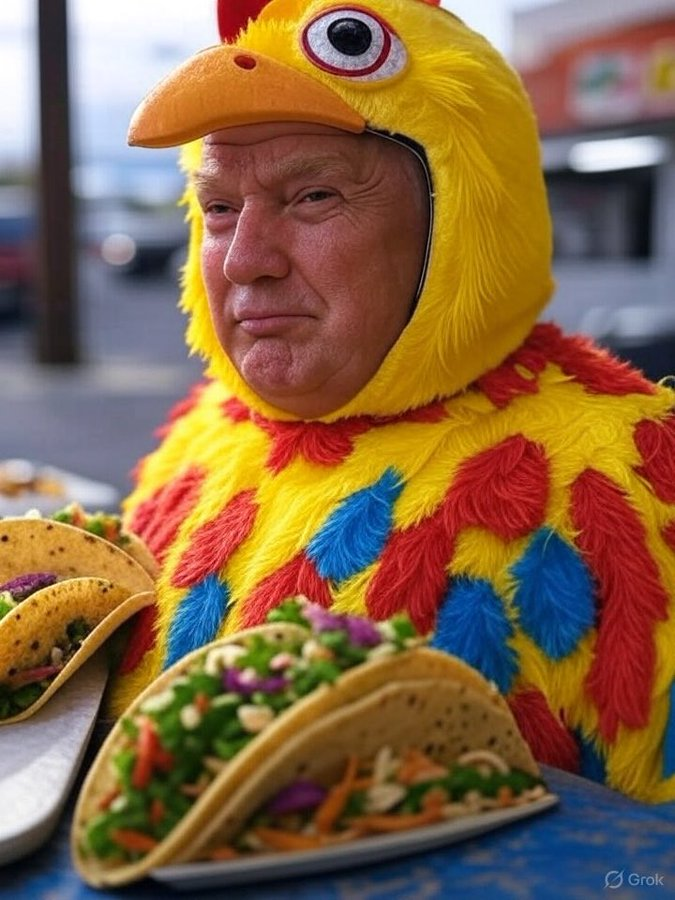
Uma imagem gerada por IA de Donald Trump vestido de galinha e segurando tacos

Trump sempre amarela (em inglês:  Trump Always Chickens Out, TACO), também conhecido como Comércio TACO, é um acrônimo que ganhou destaque em maio de 2025 após muitas ameaças e recuos durante a guerra comercial iniciada por Donald Trump com as tarifas do "Dia da Libertação" [en] de sua administração. O acrônimo é usado para descrever a tendência de Trump de fazer ameaças de tarifas, apenas para adiá-las posteriormente como uma forma de ganhar tempo para negociações e permitir a recuperação dos mercados.

## Contexto
A tendência de Trump de mudar de ideia em posições políticas foi descrita desde sua primeira campanha presidencial. Antes do surgimento do acrônimo TACO, observadores usavam termos como "retroceder" e "virar-casaca". Operadores de Wall Street chamavam isso de "opção de venda de Trump" quando, durante seu primeiro mandato, ele mudava uma política se os mercados reagiam negativamente a ela.
Essa tendência continuou a ser relatada antes e durante a segunda presidência de Trump, com comentaristas destacando questões específicas, incluindo comércio, imigração, e relações internacionais.

## Origens

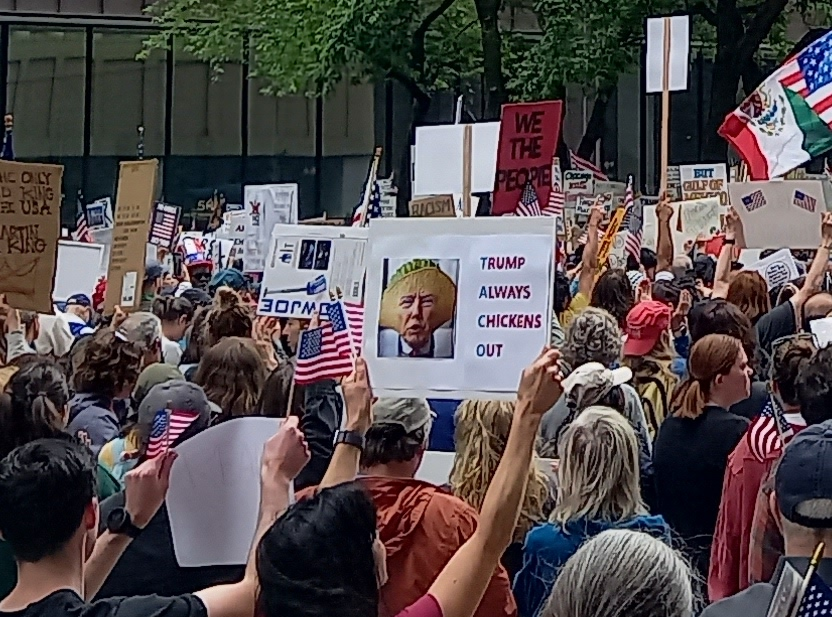
Manifestante em Chicago segurando um cartaz com os dizeres "Trump Always Chickens Out"

O termo foi usado pela primeira vez pelo jornalista do Financial Times Robert Armstrong em um artigo de opinião de 2 de maio de 2025 que discutiu tarifas e seus efeitos nos mercados dos EUA. No artigo, parte de uma série intitulada "Unhedged", Armstrong disse que os mercados estavam percebendo que "a administração dos EUA não tem uma tolerância muito alta para pressões de mercado e econômicas, e será rápida em recuar quando as tarifas causarem dor". Armstrong chamou isso de "a teoria TACO: Trump sempre amarela".

## Exemplos

### Tarifas
Katie Martin, do Financial Times, deu três exemplos do "fator TACO" em que Trump reverteu uma decisão em resposta à reação do mercado: Trump estabelecendo altas tarifas do "Dia da Libertação" [en] e pausando-as uma semana depois, sua chamada para a demissão do presidente do Federal Reserve Jerome Powell antes de se distanciar da ideia, e os EUA se comprometendo a reduzir tarifas contra a China durante negociações comerciais em maio. Outro exemplo é quando Trump adiou sua proposta de tarifa de 50% que afetava importações da UE para 9 de julho, o que posteriormente causou uma alta nos mercados europeus.
Shannon Pettypiece [en], da NBC News, escreveu sobre dez exemplos em que "Trump ameaçou, depois recuou, sobre tarifas desde que assumiu o cargo." Ela acrescentou: "Embora Trump tenha imposto várias tarifas abrangentes que aumentaram os custos para empresas e consumidores americanos que compram bens do exterior, ele ameaçou muito mais tarifas do que realmente implementou."

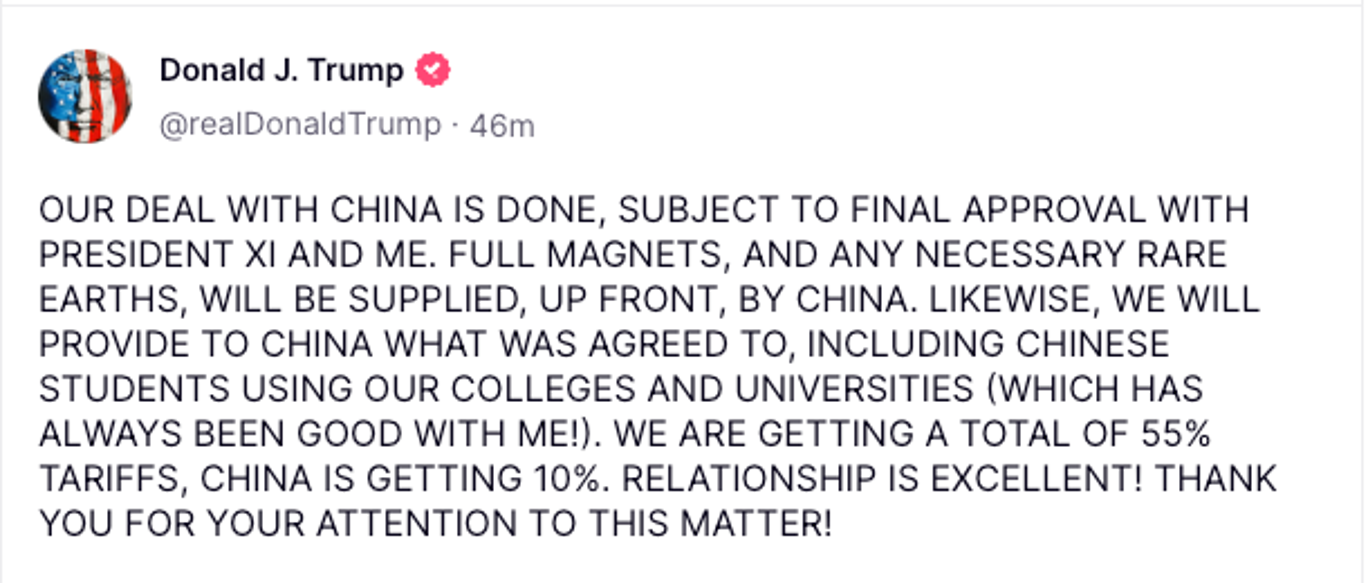
Um post no Truth Social de Donald Trump anunciando a reversão de algumas tarifas contra a China, visto por analistas como Trump tendo "amarelado".

Em 11 de junho de 2025, Trump postou no Truth Social que havia alcançado um acordo na guerra comercial dos EUA com a China. A ABC News observou que um porta-voz chinês disse que era um "esquema" para consolidar os acordos alcançados em maio, e que as negociações representavam a "primeira reunião". O Secretário de Comércio Howard Lutnick [en] referiu-se ao acordo como um "aperto de mãos para um esquema". O The Wall Street Journal publicou um editorial criticando o acordo, chamando-o de uma "trégua que favorece a China" ao parecer "redefinir sua relação comercial para onde estava há alguns meses antes de uma escalada de olho por olho". Fareed Zakaria, do The Washington Post, viu o vago acordo comercial como um exemplo de "TACO", exceto por "uma reviravolta", que os americanos "ainda pagarão uma tarifa de 55 por cento sobre bens da China (comparado com a tarifa de 10 por cento da China sobre bens americanos)". Em 8 de julho de 2025, Trump anunciou novamente um adiamento na implementação de tarifas contra 14 países, adiando o prazo para negociações de 9 de julho para 1 de agosto. A Bloomberg relatou que Trump suavizou seu tom linha-dura com a China para garantir uma cúpula com o Líder do Partido Comunista da China Xi Jinping, com o objetivo de buscar um acordo comercial entre América e China.

### Relações internacionais
Gideon Rachman [en], do Financial Times, escreveu que "Trump sempre amarela na política externa também", citando um artigo de Jeremy Shapiro [en], do Conselho Europeu de Relações Exteriores [en], que descobriu que Trump ameaçou o uso de força contra adversários estrangeiros em 22 ocasiões (até o início de 2025), mas realmente o fez em apenas duas ocasiões. Por exemplo, durante seu primeiro mandato, Trump ameaçou "fogo e fúria" contra a Coreia do Norte e ameaçou apagar o Afeganistão "da face da terra" em 10 dias; Trump não seguiu adiante em nenhum dos casos, em vez disso, entrou em negociações fracassadas com a Coreia do Norte sobre seu programa nuclear e firmou um acordo para a retirada dos EUA do Afeganistão sem concessões significativas do Talibã em troca.

## Reações

### Na política e economia
Donald Trump foi questionado por Megan Cassella, correspondente da CNBC, sobre o que achava do termo em 28 de maio de 2025, durante uma cerimônia de posse do procurador-geral interino. Ele negou o comportamento, dizendo "isso se chama negociação". Ele chamou a pergunta de "pergunta desagradável", acrescentando "geralmente tenho o problema oposto. Dizem que sou muito duro". Segundo a CNN, Trump ainda não havia ouvido o termo, e inicialmente entendeu que Cassella o estava chamando de covarde.
Lawrence O'Donnell destacou as políticas e ações de Trump que, em sua opinião, serão revertidas pelos tribunais, mas que, junto com os recuos que o próprio Trump fez, o caracterizam como um presidente ineficaz, já que todos estão cada vez mais cientes de que ele recuará, dando origem ao acrônimo TACO, enquanto a guerra de tarifas continua prejudicando as empresas americanas. O The New York Times citou analistas Salomon Fiedler, do Berenberg Bank, Paul Donovan [en], do UBS Wealth Management, e Chris Beauchamp, do IG Group [en], dizendo que as ameaças de tarifas de Trump não duram.
Em 28 de maio de 2025, o Tribunal de Comércio Internacional dos Estados Unidos [en] (CIT) decidiu que Trump havia excedido sua autoridade sob o International Emergency Economic Powers Act [en] (IEEPA) e anulou todas as tarifas relacionadas a ele. Isso levou o governador da Califórnia Gavin Newsom a comentar, "Está chovendo tacos hoje." A Reuters publicou uma nota sobre acrônimos populares entre investidores quatro meses após o segundo mandato de Trump: YOLO, TACO, MEGA, MAGA (Make America Go Away) e FAFO. Quando contatado para comentar, o porta-voz da Casa Branca Kush Desai [en] disse em um e-mail, "esses acrônimos idiotas mostram como analistas consistentemente se ridicularizam ao zombar do presidente Trump e de sua agenda que já entregou relatórios de empregos e inflação superando expectativas, trilhões em compromissos de investimento, um acordo comercial histórico com o Reino Unido e confiança do consumidor em alta."
Em uma entrevista com Nicolle Wallace na MSNBC em 30 de maio, o economista Justin Wolfers [en] criou acrônimos adicionais sobre as ações de Trump com tema de comida mexicana: Burrito – a "Reescrita Inconstitucional Flagrante das Regras do Comércio Internacional, Obviamente". Ele disse que a resposta correta seria invocar Churro – os "Tribunais Têm a Responsabilidade Final de Restaurar a Ordem".
David A. Graham, escrevendo para o The Atlantic, lembrou de sua própria análise de 2018 do "padrão de Trump de quase sempre recuar" na política internacional durante seu primeiro mandato, apontando que Wall Street está apenas "percebendo isso agora", e dado que agora Trump sabe da expressão comércio TACO, isso pode significar que ele pode tomar decisões ruins e persistir nelas, causando a queda dos mercados. Em uma entrevista para a Reuters, no contexto do anúncio de Trump em 30 de maio de aumento das tarifas sobre aço e alumínio, Joachim Klement, chefe de estratégia do banco de investimento Panmure Liberum [en], disse, "Acreditamos que, infelizmente, à medida que o chamado comércio TACO se torna mais viral, é mais provável que Trump mantenha tarifas mais altas apenas para provar um ponto."
Em 3 de junho de 2025, uma terça-feira [en], o Comitê Nacional Democrata estacionou um caminhão de tacos alugado, personalizado com imagens de Trump vestindo um uniforme de galinha, do lado de fora da sede do Comitê Nacional Republicano, e distribuiu tacos gratuitos aos transeuntes "como uma maneira eficaz de chamar a atenção para as políticas tarifárias de Trump, que eles descreveram como 'jogando com o sustento das famílias trabalhadoras'." O vice-presidente J. D. Vance criticou o partido de oposição como "patético", ao que o DNC respondeu chamando-o de "o vice-presidente mais constrangedor da história americana", e mencionando que o One Big Beautiful Bill Act [en] provavelmente "tirará comida das pessoas".
Zeeshan Aleem, escrevendo para a MSNBC, criticou os democratas por usarem o TACO como slogan político porque é impreciso, já que Trump (em junho de 2025) estava mantendo tanto tarifas de base quanto específicas. Além disso, porque "Por que raios os democratas desafiariam Trump a seguir adiante com suas ameaças tarifárias mais extremas?" Aleem cita Robert Armstrong lamentando o impacto de sua criação: "Deixemos claro, amarelar é bom e algo a ser celebrado. Amarelar em políticas ruins, viva." Finalmente, porque se a mensagem dos democratas é que Trump é uma ameaça à democracia, "é um pouco estranho argumentar simultaneamente que Trump é todo fala e nenhuma ação."

### Na mídia

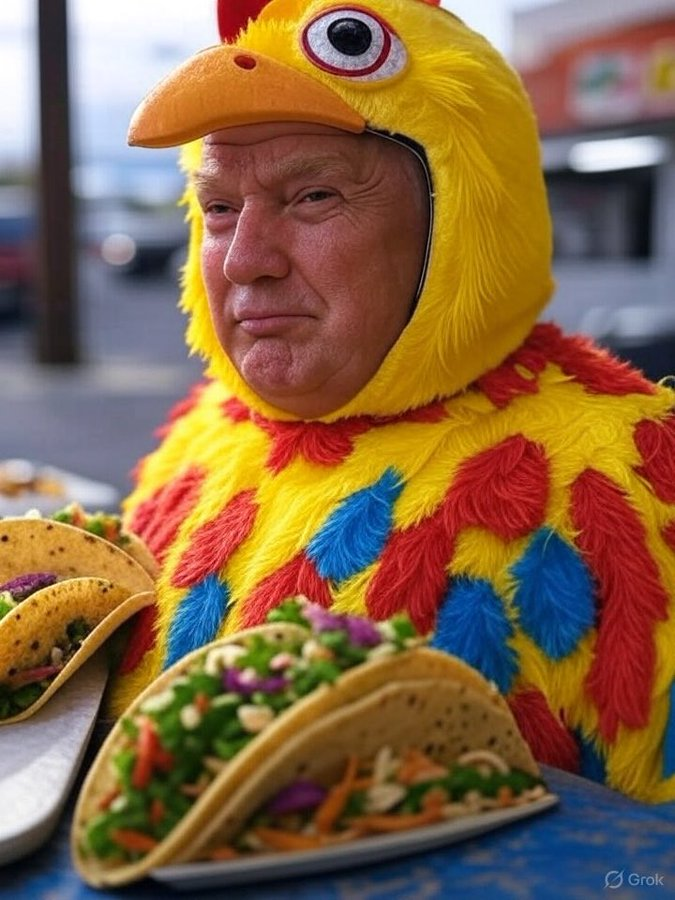
Uma imagem gerada por IA de Donald Trump vestido como galinha e segurando tacos.

Quase imediatamente após a resposta de Trump, o termo iniciou uma tendência de memes sobre Trump referenciando o acrônimo TACO ou a frase diretamente. Os memes frequentemente empregavam IA generativa para produzir imagens e vídeos artificiais de Trump em situações parodiando o termo viral. Charges parodiaram a reação de Trump ao termo, frequentemente utilizando trocadilhos e caricaturas exageradas de Putin e Trump.
O termo foi amplamente relatado na imprensa internacional, com a frase traduzida para estoniano (Trump lööb alati vedelaks), francês (Trump se dégonfle toujours), alemão (Trump macht immer einen Rückzieher), norueguês (Trump trekker seg alltid), esloveno (Trump se vedno ustraši), espanhol (Trump siempre se acobarda), português brasileiro (Trump sempre amarela), e outros idiomas.
As apresentadoras do The View Whoopi Goldberg, Joy Behar e Ana Navarro celebraram a frase TACO em seu programa. A análise e discussão de Navarro sobre o apelido com outras co-apresentadoras incluiu o porquê elas suspeitavam que o nome ganhou força e o que levou à popularidade do nome, afirmando: "Para um apelido ser eficaz, deve haver verdade nele, o que este tem: Sua política comercial é totalmente inconsistente [...] E deve irritar a pessoa, o que claramente fez". A apresentadora Sara Haines [en] observou o uso comum de Trump de apelidos insultantes para figuras públicas que ele não gosta. Navarro também comparou o apelido em alta ao "karma" pelas ações anteriores de Trump relacionadas ao México no início de seu segundo mandato, incluindo a proibição [en] da Associated Press de eventos de imprensa da Casa Branca devido à sua recusa em se referir ao Golfo do México como "Golfo da América" [en].
Em 30 de julho, o termo foi adotado por brasileiros nas redes sociais após o governo norte-americano deixar uma série de itens brasileiros sem a cobrança extra de tarifa e impor as novas sanções ao ministro do Supremo Tribunal Federal (STF), Alexandre de Moraes.